# Gräfte

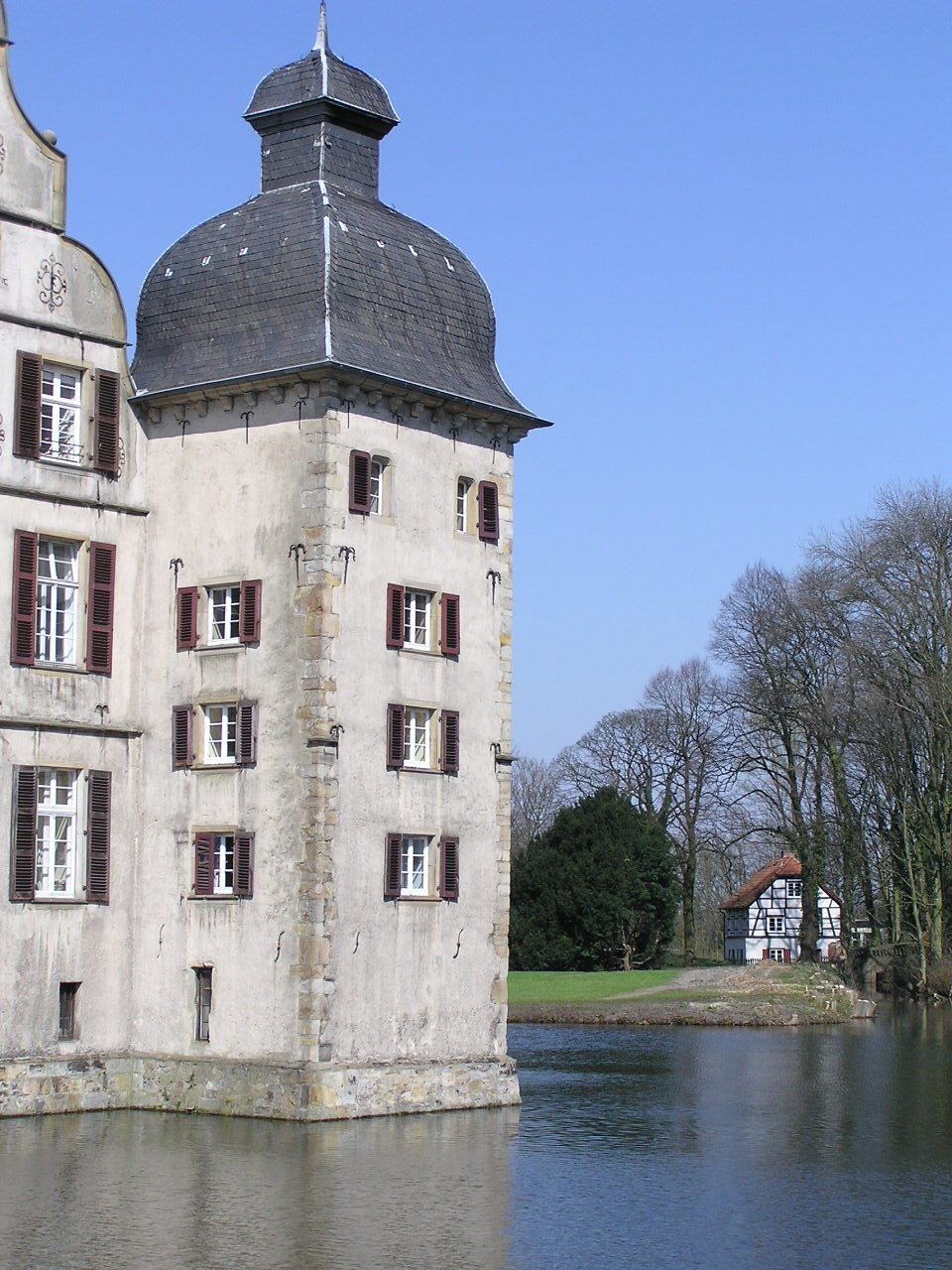
Haus Bodelschwingh: Gräfte mit Schloss und Mühle

Gräfte ist die westfälische Bezeichnung für einen Wassergraben, der ursprünglich einen Adelssitz (meist eine Motte) zu Verteidigungszwecken umgab. Im übrigen norddeutschen Raum ist die Bezeichnung Graft üblich.
In späteren Zeiten wurden Gräfte(n) oft als Bestandteile der Gartengestaltung im Umfeld von Wasserschlössern genutzt. Bei einigen Adelssitzen war die Gräfte auch gleichzeitig der Mühlenteich für die herrschaftliche Kornmühle als Bannmühle.
Auch bäuerliche Höfe waren in der Nordhälfte Westfalens oftmals von Gräften umgeben. Die höchste Dichte solcher Gräftenhöfe befand sich um 1820 zwischen Ruhr und Lippe und im mittleren Münsterland.

## Wortherkunft
Das ehemalige niederdeutsche Wort Graft für Graben und das niederländische Gracht sind verwandt. Der Unterschied entstand durch Lautverschiebung von ft zu cht.

## Gräftenhöfe
Allgemein lassen sich Gräftenhöfe auf wenige Typen zurückführen.
Ovalrunde Ringgräfte mit Torhaus
Die ringförmige Gräfte umschließt einen abgerundeten Hofraum. Zwischen den Gebäuden und dem Graben liegt ein freier Bereich. Der Zugang erfolgte meist über eine Brücke und durch die Torscheune.
Rechteckige Gräfte mit starker Anlehnung an eine Wasserburg
Die ringförmige Gräfte umschließt einen rechteckigen Hofraum. Die Gebäude stoßen unmittelbar an den Graben, Haupthaus und Nebengebäude bilden ein offenes Rechteck. Der Zugang erfolgte durch eine Tordurchfahrt im Hauptgebäude.
Hof mit Speichergräfte
Bei diesen Hofanlagen war nur der sich meist am Rande des Hofes befindliche Speicher von Wasser umgeben.

## Beispiele (Auswahl)

### Adelssitze, Wasserschlösser, Wehr- und Gartenanlagen
- Burg Anholt im Isselburger Stadtteil Anholt ()
- Burg Mark im Hammer Ortsteil Mark ()
- Gut Eckendorf im Leopoldshöher Ortsteil Schuckenbaum: rechteckige Gräfte ()
- Gut Groß-Engershausen im Preußisch Oldendorfer Ortsteil Engerhausen ()
- Gut Lübrassen im Bielefelder Stadtbezirk Heepen am Oldentruper Bach: ovalrunde Gräfte ()
- Haus Bodelschwingh im Dortmunder Stadtteil Bodelschwingh: rechteckige Gräfte ()
- Schloss Herdringen im Arnsberger Stadtteil Herdringen ()
- Schloss Nordkirchen in Nordkirchen: rechteckige Gräfte ()
- Schloss Vinsebeck im Steinheimer Ortsteil Vinsebeck: rechteckige Gräfte ()
- Schloss Wendlinghausen im gleichnamigen Ortsteil der lippischen Gemeinde Dörentrup ()
- Stadtbefestigung Soest: Der ehemalige Wassergraben der Stadtbefestigung ist heute trockengelegt, an seiner Stelle befindet sich eine Art Promenade zu Füßen der Wälle. ()

### Gräftenhöfe

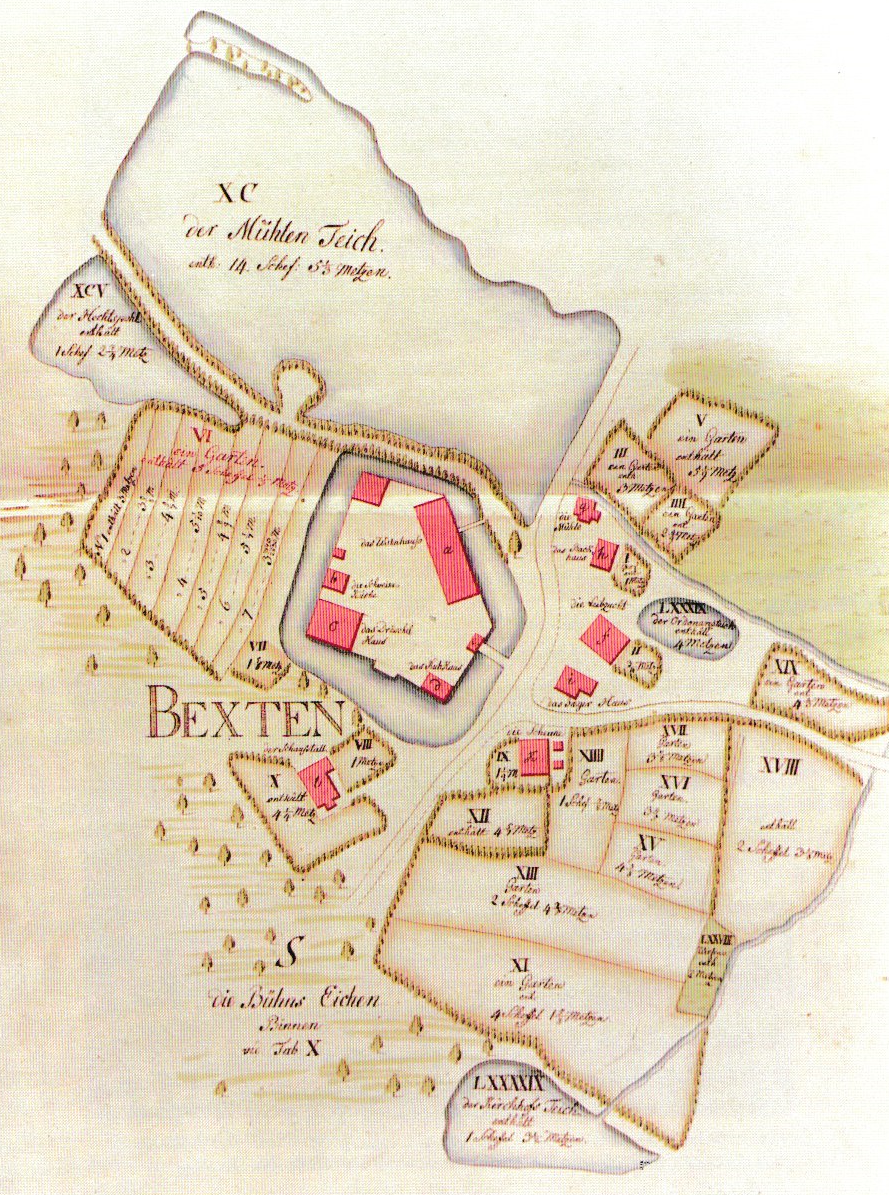
Der Meierhof zu Bexten auf einer Karte von 1786: In der Mitte der eigentliche Hof mit der ihn umgebenden Gräfte.

Zur Zeit des Urkatasters sind in den Kreisen Detmold und Herford jeweils drei Gräftenhöfe nachgewiesen, im Kreis Lemgo 21 und im Kreis Bielefeld 25 Höfe. In den OSM-Karten (angefügte Links) sind die Formen der Höfe heute teils noch gut zu erkennen.
- Gut Barkhausen im Leopoldshöher Ortsteil Asemissen: Ringgräfte ()
- Gut Hörentrup im Bad Salzufler Ortsteil Biemsen-Ahmsen: rechteckige Gräfte, heute zugeschüttet ()
- Gut Röllinghof im Velener Ortsteil Ramsdorf: Gräfte zugeschüttet ()
- Gut Schlederbrück, zwischen Gütersloh und Wiedenbrück: Rechteckgräfte ()
- Gut Sylbach im Bad Salzufler Ortsteil Sylbach: rechteckige Gräfte; bis auf das heutige Jugendtreff-„Haus“ nicht mehr vorhanden. ()
- Gut Vinnen im Bad Salzufler Ortsteil Lockhausen: Rechteckgräfte, die der Lockhauser Bevölkerung in den 1930er Jahren als Badeanstalt diente. ()
- Hof Büteröwe in Bielefeld am Oldentruper Bach: abgegangen ()
- Hof Diekmeyer in Lockhausen: Speichergräfte ()
- Hof Lambracht im Leopoldshöher Ortsteil Bexterhagen: umgräfteter Speicher
- Hof Möller in Bielefeld am Oldentruper Bach: zugeschüttete Gräfte ()
- Hof Niedermeyer zu Ditzen (Sattelmeyer) in Bielefeld am Oldentruper Bach: zugeschüttete Gräfte ()
- Hof Obermeyer zu Ditzen (Sattelmeyer) in Bielefeld am Oldentruper Bach: zugeschüttete Gräfte ()
- Hof Oldermann zu Ditzen (Sattelmeyer) in Bielefeld am Oldentruper Bach: zugeschüttete Gräfte ()
- Hof Steffen, ehemals Hohmann, in Bielefeld am Oldentruper Bach: zugeschüttete Gräfte ()
- Meierhof zu Bexten im Bad Salzufler Ortsteil Wülfer-Bexten: rechteckige Gräfte; diese hatte 1786 eine Größe von zwei Scheffelsaat (= 3434 m²) und war mit 250 Karpfen besetzt.[2] ()
- Meierhof zu Gütersloh, Gütersloh: umgräfteter Speicher
- Meierhof zu Heepen im Bielefelder Ortsteil Heepen: rechteckige Gräfte
- Meierhof zu Hörstmar im Lemgoer Ortsteil Hörstmar: Speichergräfte
- Meierhof zu Langert, Gütersloh
- Münsterländer Gräftenhof mit Haupthaus von 1787, Torhaus von 1760, mehrgeschossigem Speicher von 1711, Backhaus von etwa 1600 und – auf einer kleinen Insel – Wehrspeicher von etwa 1550 im Freilichtmuseum in Detmold: Ringgräfte ()
- Richthof in Billerbeck: ()

## Sonstiges
Das rund 960 Kilometer lange Radwegenetz der 100-Schlösser-Route führt weitgehend abseits von Autostraßen zu Burgen, Wasserschlössern, Herrensitzen und Gräftenhöfen, Schlossparks und Bauerngärten, Klöstern und Kirchen im Münsterland und Tecklenburger Land.